# ひなちゆん
ひなち ゆん（1996年1月17日 - ）は、日本のAV女優、衣装製作者。

## 略歴
神奈川県出身。2015年1月、kawaii*の専属女優「綾瀬ことり（あやせ ことり）」としてデビュー。所属事務所はビーダッシュプロモーション。
2016年8月8日のツイッターで所属事務所を移籍したことを報告。バンビプロモーション所属となり「舞園ひな」に改名した。
同年いっぱいで女優業をフェードアウト。その後はヘアメイク、衣装制作担当としてアダルトビデオに関わっていた。
2018年5月4日『最強属性 特別篇 蓮実クレア 舞園ひな』で監督デビュー。
2019年、マインズに所属し、女優復帰。芸名をニックネームのひなちゅんから取った「ひなちゆん」と改名する。以降も後述のように衣装制作など裏方業務をメインにしている。
2021年2月21日、「おうちで#メイキットvol.8〜FINAL GIG〜」において2019年7月から加入した#メイキットを卒業。
2022年10月の同人頒布会「ゆるケット」では最強属性・モデルとして参加。

### VTuber活動
2021年10月15日、「ひなちゅん」としてVTuber活動を始める。
2022年6月、「おセンシティ部」というVTuberグループが起動し、「部長」という名目で参加。おセンシティ部のスポンサーは、ピンキーwebとコンピューター園田。
2022年10月、動画協力の形でAVスプラに参加し、「ひなちゅん」のYouTubeチャンネルがBANされた。また、おセンシティ部も活動を休止した。

## 人物
女優業をしていた母を持ち、幼少期は子役事務所に在籍していた。
趣味はダンス、歌、演技、コスプレ。ひなちゆんに改名後は「変態コスプレユーチューバー」を肩書としている。
CP田園によるAVメーカー「最強属性」の第1作目(2016年9月)に出演しており、同メーカーのコスチューム作成の多くを手掛け、同ブランドのヘアメイクも担当している。

## 作品

### アダルトDVD
| タイトル | 発売     | メーカー                         | 備考・共演者 |
| 2015年 | 2015年   | 2015年                           | 2015年 |
| --- | -------- | -------------------------------- | --- |
| 新人! kawaii*専属デビュ→ おすましお嬢様♥ことりのとりこ | 1月25日  | kawaii*                          | |
| ことりんの感度びんびん初体験 | 2月25日  | kawaii*                          | |
| 美少女戦隊アクトレンジャーvsモラハラ窓際コンプレックスモンスター | 3月25日  | kawaii*                          | 茉莉花みく、青山未来 |
| 綾瀬さん、エロ過ぎでしょ。 性欲満タン!欲求爆発! 本気エッチでやりたい放題♪ | 4月25日  | kawaii*                          | |
| クラス30名!全員ブッコ抜き教室 | 5月25日  | kawaii*                          | |
| SUPER HEROINE アクションウォーズ セーラー服秘密捜査官 一条烈花 | 7月10日  | GIGA                             | みおり舞 |
| 水泳部の男子部員は、俺ひとりだけ。 002 | 8月11日  | プレステージ                     | 小春恋、小宮山ゆき、椎奈さら、なごみ ほか |
| ガチ本番!! 極上素人ナンパ即挿入!! in金沢 | 8月14日  | S級素人                          | 鈴原エミリ、杏、如月ユナ、京野明日香、夕凪ゆき、松嶋葵、紗藤まゆ、愛川未来                                                                                    |
| 忍者クローサーNo.03 PART2 1980年代ver. | 9月11日  | GIGA                             | |
| 魔法美少女戦士フォンテーヌ 凌辱洗脳 | 10月9日  | GIGA                             | |
| 妹2人とまさかの3P! 中出しするハメに…。 上の妹は美人なのに奥手で彼氏無し。下の妹は超がつく程のヤリマン…。そして僕はまったくモテない。連日男を連れ込むヤリマン妹の部屋から聞こえるHな声にムラムラし毎日オナニーの上の妹。そんな妹たちの喘ぎ声を聞かされる兄の僕は我慢の限界!ちょっと妹たちを説教しようとしたら、下の妹が「私のセックスをオカズにしないでよ! お姉ちゃんもセックスすれば? 超気持ち良いから!」と言いさらに「お姉ちゃんにセックスを教えよう!」と僕を無理矢理巻き込み姉にセックス講座を開始!そしてただの道具チ○ポと化した僕は上の妹と中出しセックス! 結局最後は下の妹も発情し姉妹のマ○コにW中出ししてしまう事態に…! 2 | 10月22日 | Hunter                           | ましろあい 工藤りさ、篠宮ゆり、陽木かれん、佳苗るか、橋本怜奈 ほか                                                                                            |
| 超敏感!!妄想大好きレディコミ愛読者を公募で集めて電マ責め我慢出来たら10万円、ダメなら即SEX!! 怒濤の20人スペシャル!! | 10月23日 | S級素人                          | 安藤ありさ、瀬奈まお、涼木みらい、島崎りこ、桜ちなみ、青山未来、千秋くれは、丘野さくら、月島杏奈、折原ほのか、並木杏梨、葉山あずさ、栞菜まなみ、早川瑞希 ほか |
| おしっこシャンプー | 12月20日 | レイディックス                   | 篠宮ゆり、小西まりえ、河西あみ、玉城マイ、森乃ちはる |
| 地味でガリ勉の娘に、受験前に焦って勉強を教わりに来た派手な同級生。まだJKだというのに、なんともソソルけしからん服装。しかし…チラチラ見える谷間やパンティについつい目が行ってしまうダメな父親の私に気付き、なんと娘の目を盗んでは誘惑してきた!! | 12月24日 | SOSORU×GARCON                    | 葉山美空、白桃心奈 |
| 美人素人さんナンパ企画! 制限時間10分以内に射精させられたら賞金100万円! 失敗したら即スボッ! 我慢汁ドクドクち○ぽを生ハメしちゃいます。 ついでに中出しフィニッシュ! | 12月25日 | ナンパJAPAN                      | ※「いくみ」名義。 まい、なおみ、ひろみ |
| 2016年 |          |                                  | |
| 「ダメ!ダメ!これ以上動いたら挿っちゃう!」 メガチン素股!! 30歳になって同年代の女性には全く相手にされない冴えないボク。そんなボクの事を慕ってくれるかなり年下の近所のウブ学生たちには頼りがいがあるらしくボクに色々相談しに部屋にやってくる! 特にHな相談!! しかも、昔からボクの事を信用しきっているので何の疑いもなくボクの言う事を何でも聞いてくれる!だから調子に乗って素股をしてもらったら予想外に大きいボクのメガチ○ポに擦り付けている内に濡れはじめ… | 1月8日   | Hunter                           | ひなたりこ、佳苗るか、森保さな、陽木かれん |
| 「お兄ちゃん…コレ…抜いて…」 オナニー中にバイブが抜けなくなった妹がボクにまさかのSOS! イッた瞬間アソコが締まり過ぎ、バイブが抜けなくなった妹はうるんだ瞳でボクに救いの手を求めてきた!! 少しでも早く抜こうと試行錯誤しながらバイブを色々と動かしていたら、それが気持ち良かったみたいでアソコからはマン汁がダダ漏れ!! そして上昇しきった妹の性欲は暴走し我を忘れてボクのチ○ポを求めてきた! | 1月8日   | Hunter                           | 里美まゆ、南梨央奈、葉山美空、金井みお |
| ナンパJAPANの本気! プレミア素人ハンティング Vol.4 | 1月25日  | ナンパJAPAN                      | 酒井ももか、しほのちさ、千乃あずみ、菅野さゆき、さとう愛理、愛咲えな、新山沙弥                                                                                |
| 一般男女モニタリングAV 温泉旅館で見つけた大学生限定 素人女子大生が男友達と人生初の生挿入で1発10万円の連続射精セックスに挑戦! 2 30cm横には何も知らずに川の字で寝ている彼氏! 声を出せない状況に興奮する2人の寝取られ生中出しは1発だけじゃ終わらない!! 4組合計12発 in箱根温泉 | 2月18日  | ディープス                       | ※「あすな」名義。 ほのか、みお、るか |
| 公衆トイレ清掃員のアルバイト中に思わぬ幸運! 冬でも生足のミニスカ女子高生は冷え冷えでおしっこが漏れそう! 女子トイレが満員でやむなく男子トイレに飛び込むも、間に合わず僕の目の前でまさかの失禁! 「私だけに恥かかせないで!」となぜかお漏らし強要されたもののもちろん出ず、チ○ポをガン見する女子高生。しかも目の前でソソるお漏らし姿を見せられたもんだからついつい勃起してしまうと、僕の精子をお漏らしさせられちゃいました! | 2月18日  | SOSORU×GARCON                    | 篠宮ゆり、秋山彩 |
| 恥じらいヌード 貴女のアナルのシワを数えてください! | 2月20日  | プールクラブ・エンタテインメント | 横山夏希、朝桐光、玉城マイ、帆月なつめ、井上リオナ、愛里りず、多田美奈子、さくらみみ、乙葉ななせ、夏目葵、川奈美鈴                                            |
| 婚約しているのに今日だけAV出演 有名コスプレイヤー懇願中出しSEX | 4月8日   | テクノブレイク                   | ※「みなみ千夏」名義。 |
| 家出した女子校生が11人も住むシェアハウスで男はボク1人で入れ喰い状態! お金が無くて超格安で入居した先が、家出したワケあり女子校生たちが集まるシェアハウスだった! 男はボク1人だから女の子たちのガードは超ゆるくパンチラ&胸チラ見放題なのでかなりお得。贅沢な話ですが勃起し過ぎでチ○ポが痛い&勃起をバレないようにすることが唯一の悩みです。しかし24時間一緒に生活していると勃起を隠し通すのは無理な話で当然バレて強制退去を覚悟したのですが…。 えっ!?勃起に興味津々?うわっ!まさかのハーレム状態に! | 4月19日  | Hunter                           | 宮崎あや、稀夕らら、恋野はがね、小高里保、武藤つぐみ、瀬奈まお、星空もあ、白桃心奈、秋山彩、篠宮ゆり                                                          |
| 「やばい!妹に中出し!?」 性の知識が希薄な妹は僕の事を男として見ていないのか、家の中ではいつも無防備な姿でウロウロ…。今まで気にした事もなかった僕だったがいつの間にか成熟した身体になった妹をまじまじと見て興奮してしまい… 4 | 5月1日   | DOC                              | 戸田エミリ、千野くるみ |
| 修学旅行のJKナンパ! 〜Welcome to TOKYO,旅の恥は掻き捨て〜 | 5月10日  | DOC                              | ※「ゆい」名義。 あい まき、あかり、しょうこ、るな、ゆい、いちか、ひかる、なつ                                                                                 |
| 「このスリルがたまらない…!」 今自分が潜んでいるのは女子トイレ。ここは、街に繰り出す女子校生の着替えがのぞける穴場スポット! 今日もソソられながら女子高生の生着替えを覗いていると…本人と目が合ってしまった!!逃げ出すより先に詰め寄られ、お金を搾り取られる!と思ったら精子を絞り取られるハメに!? | 5月12日  | SOSORU×GARCON                    | 白桃心奈、奏瀬なつる |
| パンチラ&ポロリてんこ盛り! 素人限定! いきなりブルブル! リモバイツイ●ターゲーム | 5月19日  | ATOM                             | 奏瀬なつる 乙葉ななせ、なつめ愛莉、逢沢るる、白桃心奈 |
| 映画館のレイトショーは人が少なくて落ち着く…はずなのですが、突然僕の隣にミニスカートのソソる美女が座ってきた!! 映画よりもスカートから覗く生足が気になって仕方がない! 無言の誘惑に勃起した僕に気付いた美女が、微笑みながら手を伸ばしてきて… まさか館内でこっそりヌイてくれた!!それどころかハメさせてくれた!? | 5月26日  | SOSORU×GARCON                    | 水元佳乃、青葉優香 |
| 登場人物は全員男性だけど、演じるのは全員女優 〜忍者特捜隊バードメン〜 | 5月27日  | GIGA                             | 桜庭うれあ、平清香、小田エリナ、矢吹リカ |
| 深夜の病院で夜勤ナースに囲まれて男はボク1人の王様ゲーム! 2 入院しているボクが、深夜トイレに行こうとナースステーションの前を通るとなんとそこには、暇を持て余したナースさんたちが女だけで王様ゲームをしていた!見て見ぬ振りをして通り過ぎようとしたら、「女だけじゃつまらないから」と言われ参加するはめになったボク。戸惑いながらも王様に!『王様の命令は絶対!』そんな言葉を信じてHな命令をすると、恥ずかしがりつつも命令には従うナースさんたち。しかもよっぽど欲求不満だったのか仕事中にも関わらず内容はどんどんエスカレートしてとんでもないことに!                                                                               | 6月7日   | Hunter                           | 仁美まどか、朝倉ことみ、原千草、加納綾子、北条麻妃、桜庭うれあ、青葉優香、佳苗るか                                                                            |
| 実はボク、親に内緒で押し入れに家出少女住まわせています! チ○ポ挿入とキス以外なら何してもいいよ、とちょっと生意気言っていたけれど遠慮なくバイブで悪戯しまくって何度も何度もイク直前で寸止め!これをさらに何度も何度も繰り返していたら、理性が壊れはじめ挿入まで許してくれる従順な超敏感いい子ちゃんになってくれました! | 6月7日   | お夜食カンパニー                 | 広瀬うみ、向井藍 ほか |
| むっつりスケベ美少女にやりたい放題温泉旅行! 本当に中出しものにするつもりなかったんです‥ | 6月10日  | 宇宙企画                         | |
| パンチラ&ポロリてんこ盛り! 素人女子校生限定! 目指せ!賞金100万円! ツイ●ター野球拳 | 6月19日  | ATOM                             | 里美まゆ、埴生みこ、白桃心奈 ほか |
| 修学旅行生 中出し痴漢 | 7月7日   | アパッチ                         | 広瀬うみ、なつめ愛莉、里美まゆ、斉藤みゆ、前田のの、松浦ゆきな、絢森いちか ほか                                                                               |
| メガネっ娘JK素股痴漢 本屋ver. | 7月19日  | アパッチ                         | 白桃心奈、葉山美空、みおり舞 ほか |
| 一般男女モニタリングAV マジックミラーの向こうには家族想いの父親! 街行く仲良し家族が母娘親子丼3Pに挑戦! 童貞息子を母親&女子高生の妹が連続射精筆おろしできたら100万円! 19年ぶりにふれた巨乳母のおっぱいに息子ち○ぽは思わずフル勃起! 初めて見る妹のJKま○こに童貞兄は暴発寸前! お父さんの目の前なのに性欲を刺激された3人は超禁断のW中出し近親相姦してしまうのか!? | 7月21日  | ディープス                       | 桐島美奈子 円城ひとみ、琴沖華凛、広瀬奈々美、江奈るり |
| 1人旅中の美女は温泉で火照った身体を抑えるため部屋にマッサージ師を呼んでは、ノーパンノーブラで浴衣をはだけさせ、ソソる吐息で挑発し勃起チ○ポを求める! | 7月21日  | SOSORU×GARCON                    | 涼宮はるか、西口あられ |
| 男子禁制の女性専用シェアハウスに男はボク1人!? 姉が住む都会の女性専用シェアハウスに、受験のためこっそり泊めてもらったら、あっさり他の居住者に見つかり大ピンチ!かと思ったら、なんだかボクに興味津々の女性たちは追い出すどころかむしろ歓迎ムード。家族以外の女性と一緒に生活するのが初めてのボクは無防備すぎてパンチラ、胸チラ当たり前の女性たちに我慢できず勃起…。隠しきれず勃起が見つかりみんなの前で無理矢理脱がされボクのチ○ポはみんなのオモチャに!それからは、露骨な誘惑で勃起させられ、オチ○ポペットとしてセックスを求められて、もう受験どころではありません…。                                                             | 8月7日   | Hunter                           | 松本メイ、宇野ゆかり、江上しほ、折原ほのか、さとう愛理、河音くるみ、相澤ゆりな ほか                                                                           |
| 修学旅行で「みんなと一緒に風呂には入らない!」ボクはそう言ってお風呂の時間になっても入浴断固拒否!なぜなら包茎だから…。そんなボクのことを勝手にデカチンだから入らないのでは?と勘違いした女子たちが面白がって噂して無理矢理脱がせようとしてくるのです! ついに脱がされ包茎が見つかって超気まずいムードに…。しかし、「だ…大丈夫、平気平気」と慰めてくれる女子たちは包茎チ○ポが珍しいのか「もうちょっと見せて…」と皮を伸ばしてくる。徐々に勃起してズル剥けになっていくチ○ポを目の当たりにした女子たちは…! | 8月19日  | Hunter                           | 広瀬うみ、なつめ愛莉、森保さな、絢森いちか ほか |
| もう死んだってかまわない! 7 超ラッキーの連続で巻き起こるスケベ過ぎる一日!鼻血が止まらないくらいの夢のエロハプニング続出! | 9月7日   | ゴールデンタイム                 | 星空もあ、みおり舞、朝比奈麻里、高山えみり、折原ほのか、菊地はな、加藤ツバキ、逢沢るる、浜崎真緒                                                              |
| 女格闘家破壊地獄 －ホワイトファング無惨－ | 9月23日  | GIGA                             | |
| 最強属性 01 | 9月30日  | 最強属性                         | |
| 抜かずの無許可中出し5連発!!! 仕事中もサボってばかり!残業もせずに勝手に定時退社!可愛いだけで全く仕事をしない新人OLのおかげでオレまで残業する羽目に!すると当然のように居眠りを始める新人OLにブチ切れセクハラ!起きようが抵抗しようがお構い無しに押し倒してハメまくって、抜かずの無許可中出し5連続キメてヤリました! | 11月7日  | アパッチ                         | 河音くるみ、塚田詩織 ほか |
| 2017年 |          |                                  | |
| - |          |                                  | |
| 2018年 |          |                                  | |
| 最強属性 特別篇 蓮実クレア 舞園ひな | 5月4日   | プレステージ                     | 監督兼任。共演：蓮実クレア。 |

### 配信動画
- マジ軟派、初撮。 1424 ナンパして友達になりソフレに昇格→それだけでは終わらずキスをしておっぱいを揉めば、男優のテクに感じてセックスも許してしまうJD。激しいピストンに体をビクビク跳ねさせて何度もイきまくる！（2019年12月14日、ナンパTV）※ひな名義

### イメージDVD
- 神聖Deep（2016年5月31日、INTEC Inc）※「山王堂ともみ」名義

## 出演

### Vシネマ
- セクシャルダイナマイトヒロイン 20 魔装の邪悪な誘惑（2016年6月10日、ZENピクチャーズ）共演:若槻みづな、平清香

### ウェブテレビ
- バラエティ開拓バラエティ日村がゆく!（2019年7月10日[12]、AbemaTV）
- 全裸監督2（2021年6月24日 全話配信、Netflix） - 1話、2話

### イベント
- TIFもハジける！スパークリングNIGHT!!（2019年8月2日、TOKYO IDOL FESTIVAL 2019内 特設会場）[13]make it!として